# Life Starts Now
Life Starts Now е третият студиен албум на канадската рок група Three Days Grace. Албумът е пуснат на пазара на 22 септември 2009 г. Това е вторият албум на групата продуциран от Хауърд Бенсън, след невероятния успех като продуцент на One-X. Продал е повече от 400 000 копия до 15 юли 2010 само в САЩ.

## Предистория
След пет години заедно с групата, басистът Брад Уалст твърди „Всички се прибрахме вкъщи и си взехме голяма доза живот“, след което бандата е готова да създаде по-личен албум. Той описва Life Starts now като запис за „спокойния живот и колко крехък може да бъде той“.
Предварителното издаване на Life Starts Now започва през януари 2009 докато групата започва да записва във Ванкувър през март. Албумът е завършен през август същата година. След приключването на последните приготовления по албума те официално обявяват, че албумът ще бъде пуснат на 22 септември 2009 г.

## Продажби и отзиви
Албума дебютира под номер три на Billboard 200, продавайки 79 000 копия в САЩ през първата си седмица и така става най-високо достигналия албум на групата. Също така албумът дебютира под номер две на Billboard Top rock Albums заедно с „Break“, който се извисява на първомясто в класацията Billboard Rock Songs и „The Good Life“ под номер 85 в Canadian Hot 100. Албумът е номиниран за Най-добър рок албум на наградите Juno 2010. всички сингли от албума достигат първо място в класацията Billboard Rock Songs.
Албумът е приет със смесени чувства. Бен Рейнър от Toronto Star дава негативно ревю върху албума, казвайки че притежава „никакъв собствен саунд, просто повърхностна смесица между Nickelback и Linkin Park. Според Джеймс Кристофър Моргън от Allmusic, който дава 3 от 5 звезди на албума, Life Starts Now продължава темата на One-X, личните демони на Гонтиер, но с „намек за светлина“. Той прави комплимент на албума, казвайки „използва добре познатите метъл теми за гняв, изолация, душевна болка и изкупление с онзи завистлив респект, който заслужават. По-груби негативни оценки идват от Бен Чайковски от 411mania.com определя албума като „Скучен, безинтересен, банален, обикновен, сигурен и всички думи, които използвам, за да опиша Life Starts Now, последният албум от Three Days Grace, са истина“. Първият сингъл от албума – „Break“ е пуснат на 1 септември 2009. Three Days Grace предприемат 20 дневно турне из Канада, продължило през ноември и декември 2009.
Песента „Goin’ Down“ е използван през април 2010 за реклама на телевизионния сериал Престъпни намерения

### Japanese Release
1. World So Cold (Piano Version) 4:20

## Сингли
1. „Break“ – 1 септември 2009
2. „The Good Life“ – 9 февруари 2010
3. „World So Cold“ – 3 август 2010

## Екип
- Адам Гонтиер – вокал, ритъм китара
- Бари Сток – китара
- Брад Уалст – бас китара, беквокал
- Нийл Сандерсън – барабани, беквокал